# Douglas Vieira
Douglas da Silva Vieira, meglio noto come Douglas Vieira (Brasile, 12 novembre 1987), è un calciatore brasiliano, attaccante svincolato.

## Palmarès

### Club

#### Competizioni nazionali
- Coppa J.League: 1

Sanfrecce Hiroshima: 2022